# Reine Ngameni Mbopda Davina
Reine Ngameni Mbopda Davina, född 14 november 2002, är en volleybollspelare (libero). Hon spelar med Kameruns landslag och har med dem vunnit guld vid afrikanska mästerskapet 2021 samt deltagit vid VM 2018 och 2022. Hennes moderklubb är Cosbie, hon har senare spelat med Bafia Evolution.